# Wojciech Wojdak
Wojciech Jacek Wojdak (né le 13 mars 1996 à Brzesko) est un nageur polonais, spécialiste en nage libre. 

## Palmarès

### Jeux olympiques
- Jeux olympiques d'été de 2016
  - 23e en 400 m nage libre.
  - 28e en 1 500 m nage libre.

### Championnats du monde
- Championnats du monde 2017 à Budapest (Hongrie) :
  -  médaille d'argent du 800 m nage libre.

en petit bassin
- Championnats du monde 2016 à Windsor (Ontario) :
  -  médaille de bronze du 1 500 m nage libre.